# Дольола
Дольо́ла (итал. Dogliola; на местном диалекте — Degliòle) — коммуна в Италии, располагается в регионе Абруццо, в провинции Кьети.
Население составляет 411 человек (2008 г.), плотность населения составляет 37 чел./км². Занимает площадь 11 км². Почтовый индекс — 66050. Телефонный код — 0873.
Покровителем населённого пункта считается святой Рох.

## Демография
Динамика населения:

## Администрация коммуны
- Официальный сайт: